# Andrei Folbert
Andrei Folbert (Meșendorf, 6 gennaio 1931 – 9 settembre 2003) è stato un cestista rumeno.

## Carriera
Con la Romania ha disputato le Olimpiadi del 1952, segnando 25 punti in 2 partite.